# Araraquara
Araraquara là một đô thị ở bang São Paulo của Brasil. Đô thị này có vị trí địa lý 21º47'40" độ vĩ nam và 48º10'32" độ vĩ tây, trên địa hình có độ cao 664 mét. Dân số năm 2007 ước khoảng 195.815 người.

## Dân số
Dữ liệu điều tra dân số năm 2000
Tổng dân số: 182.471
- Thành thị: 173.569
- Nông thôn: 8.902
- Nam giới: 88.742
- Nữ giới: 93.729

Mật độ dân số (người/km²): 181,38
Tỷ lệ tử vong trẻ dưới 1 tuổi (trên 1 triệu cháu): 14,14
Tuổi thọ bình quân (tuổi): 72,17
Tỷ lệ sinh (trẻ trên mỗi bà mẹ): 2,35
Tỷ lệ biết đọc biết viết: 94,80%
Chỉ số phát triển con người (bình quân): 0,830
- Chỉ số phát triển con người (thu nhập): 0,790
- Chỉ số phát triển con người (tuổi thọ): 0,786
- Chỉ số phát triển con người (giáo dục): 0,915

(Nguồn: IPEADATA)

## Sông ngòi
- Sông Anhumas
- Sông Chibarro
- Sông Cabaceiras
- Sông Araraquara
- Ribeirão das Cruzes